# Çaykur Rizespor
Çaykur Rizespor Kulübü, grundad 1953 (fick proffsstatus 1968) är en turkisk fotbollsklubb från Rize.
Sedan 1990 har laget sponsrats av det turkiska tebolaget Çaykur, därav namnet och bilden av ett teblad på klubbens logotyp.

## Spelartrupp
| Nr | Land            | Pos | Namn                                 |
| -- | --------------- | --- | ------------------------------------ |
| 3  | Marocko         | F   | Mohamed Abarhoun                     |
| 4  | Tunisien        | F   | Montassar Talbi                      |
| 5  | Turkiet         | MF  | Abdullah Durak                       |
| 8  | Tyskland        | MF  | Atakan Akkaynak (lån från Willem II) |
| 9  | Serbien         | A   | Marko Šćepović                       |
| 10 | Brasilien       | MF  | Fernando Boldrin                     |
| 13 | Turkiet         | MV  | Tarık Çetin                          |
| 17 | Turkiet         | A   | Oğulcan Çağlayan                     |
| 18 | Paraguay        | A   | Braian Samudio                       |
| 19 | Nigeria         | A   | Aminu Umar                           |
| 20 | Ukraina         | MF  | Denys Harmasj (lån från Dynamo Kiev) |
| 21 | Tjeckien        | A   | Milan Škoda                          |
| 23 | Turkiet         | MV  | Gökhan Akkan                         |
| 27 | Elfenbenskusten | MF  | Ismaël Diomandé                      |
| 28 | Turkiet         | F   | Burak Albayrak                       |

| Nr | Land      | Pos | Namn                                         |
| -- | --------- | --- | -------------------------------------------- |
| 29 | Turkiet   | MF  | Tunay Torun                                  |
| 30 | Turkiet   | MV  | Zafer Görgen                                 |
| 35 | Turkiet   | F   | Alberk Koç                                   |
| 44 | Slovenien | MF  | Amedej Vetrih                                |
| 53 | Kroatien  | F   | Dario Melnjak                                |
| 55 | Ukraina   | F   | Mykola Moroztjuk                             |
| 64 | Portugal  | F   | Ivanildo Fernandes (lån från Sporting B)     |
| 66 | Turkiet   | MF  | Oğuz Kağan Güçtekin (lån från Fenerbahçe)    |
| 70 | Brasilien | MF  | Yan Sasse (lån från Coritiba)                |
| 77 | Turkiet   | F   | Orhan Ovacıklı (lagkapten)                   |
| 92 | Turkiet   | F   | Berkay Sandıkçı                              |
| 95 | Turkiet   | MV  | Boğaçhan Kazmaz                              |
| 96 | Ukraina   | A   | Andrij Borjatjuk (lån från Sjachtar Donetsk) |
| 97 | Turkiet   | A   | Muhammet Çelik                               |